# Lozay
Lozay ist eine französische Gemeinde mit 155 Einwohnern (Stand: 1. Januar 2022) im Département Charente-Maritime in der Region Nouvelle-Aquitaine (vor 2016: Poitou-Charentes); sie gehört zum Arrondissement Saint-Jean-d’Angély und zum Kanton Saint-Jean-d’Angély. Die Einwohner werden Lozéens und Lozéennes genannt.

## Geographie
Lozay liegt etwa 52 Kilometer ostsüdöstlich von La Rochelle in der Saintonge am Trézence. Umgeben wird Lozay von den Nachbargemeinden Migré im Norden, Vergné im Nordosten, Loulay im Osten, Essouvert im Süden und Südosten sowie Courant im Westen.
Durch die Gemeinde führt die Autoroute A10.

## Bevölkerungsentwicklung
| Jahr                       | 1962 | 1968 | 1975 | 1982 | 1990 | 1999 | 2006 | 2019 |
| Einwohner                  | 303  | 270  | 223  | 192  | 170  | 184  | 163  | 134  |
| Quellen: Cassini und INSEE |      |      |      |      |      |      |      |      |

## Sehenswürdigkeiten
- Kirche Saint-Pierre aus dem 12. Jahrhundert, während des Hundertjähriges Krieges als Wehrkirche ausgebaut, seit 1953 als Monument historique klassifiziert
- Skulpturenpark

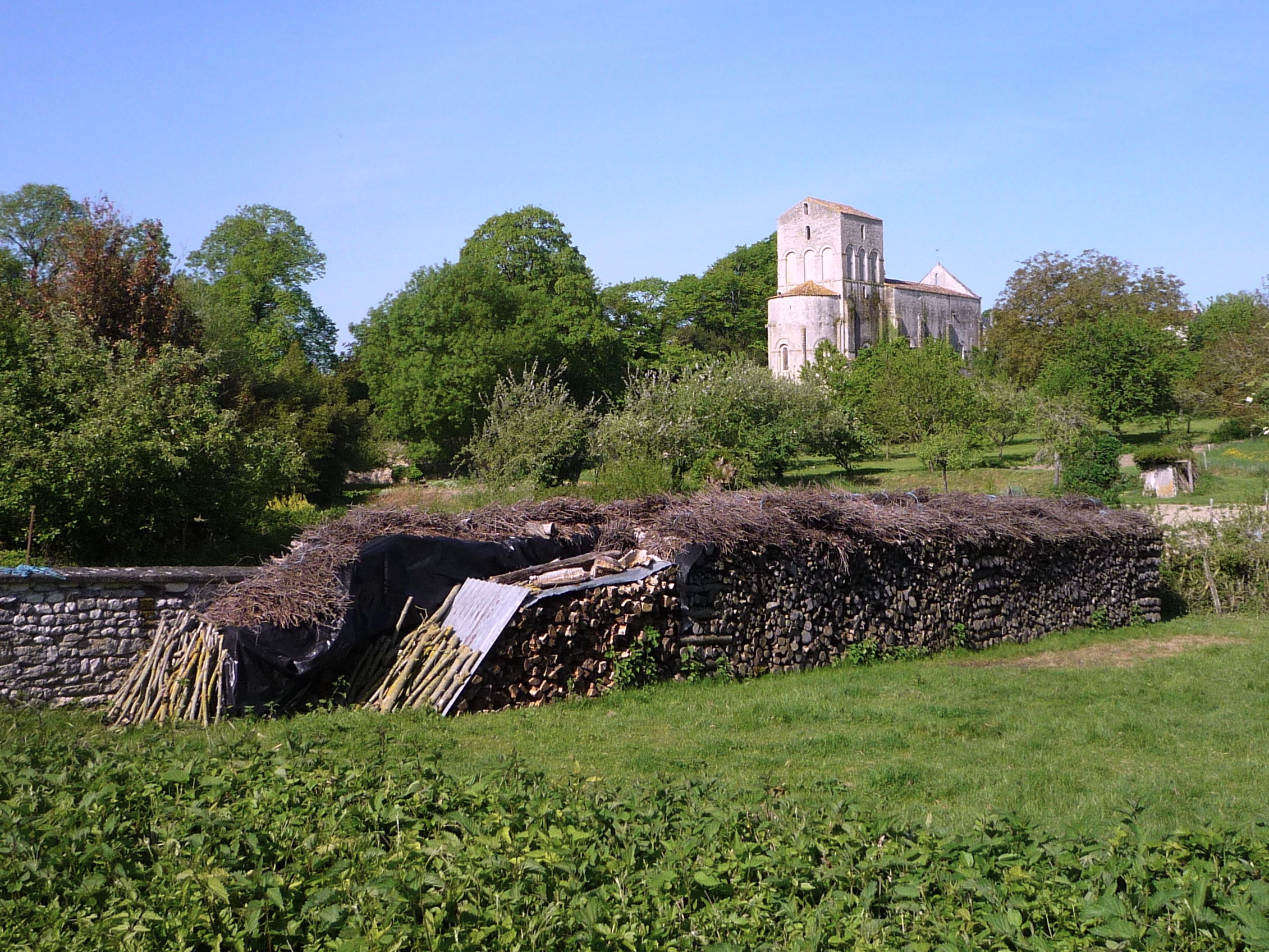
Kirche Saint-Pierre
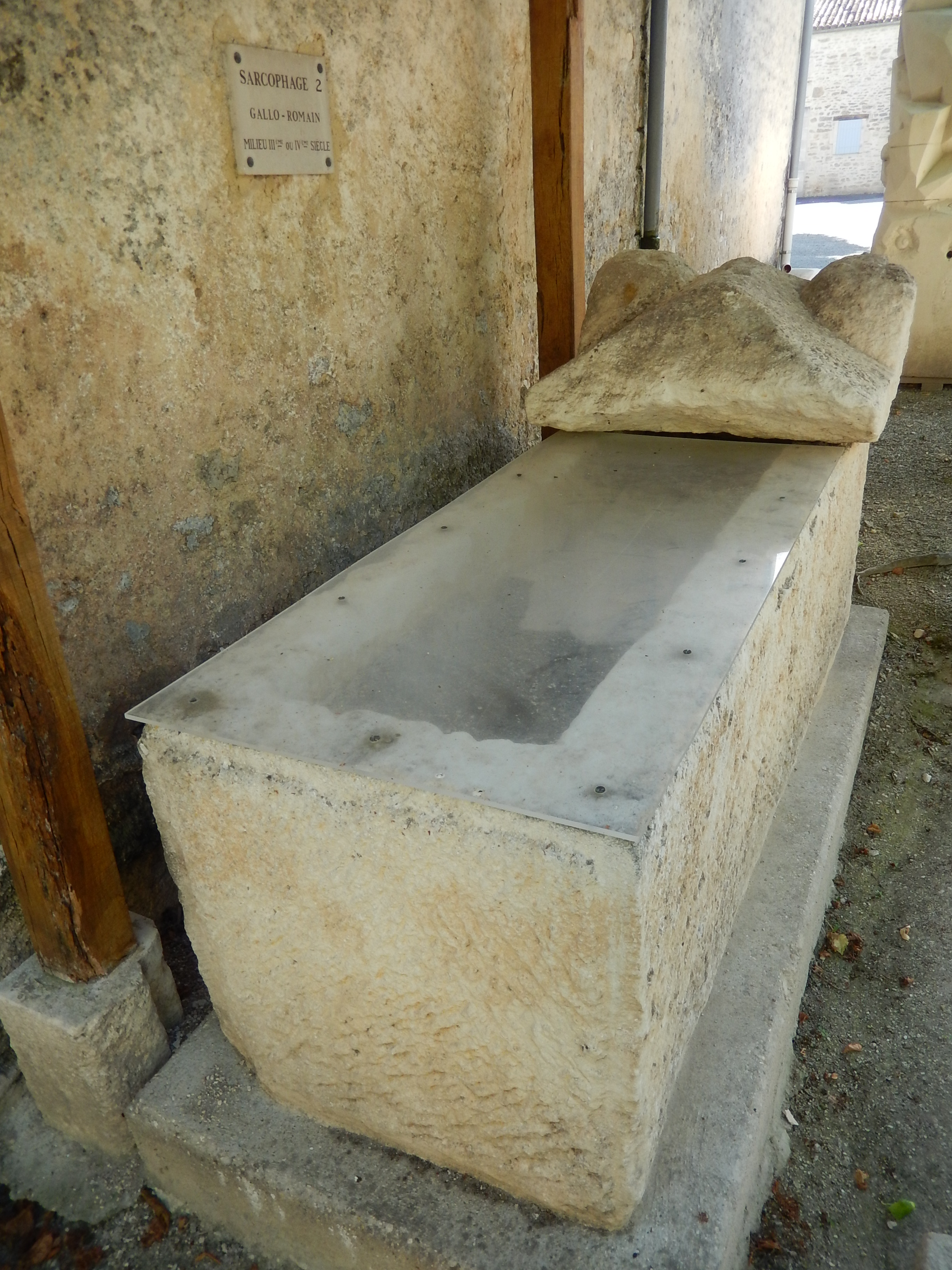
Gallorömischer Steinsarg vor der Kirche
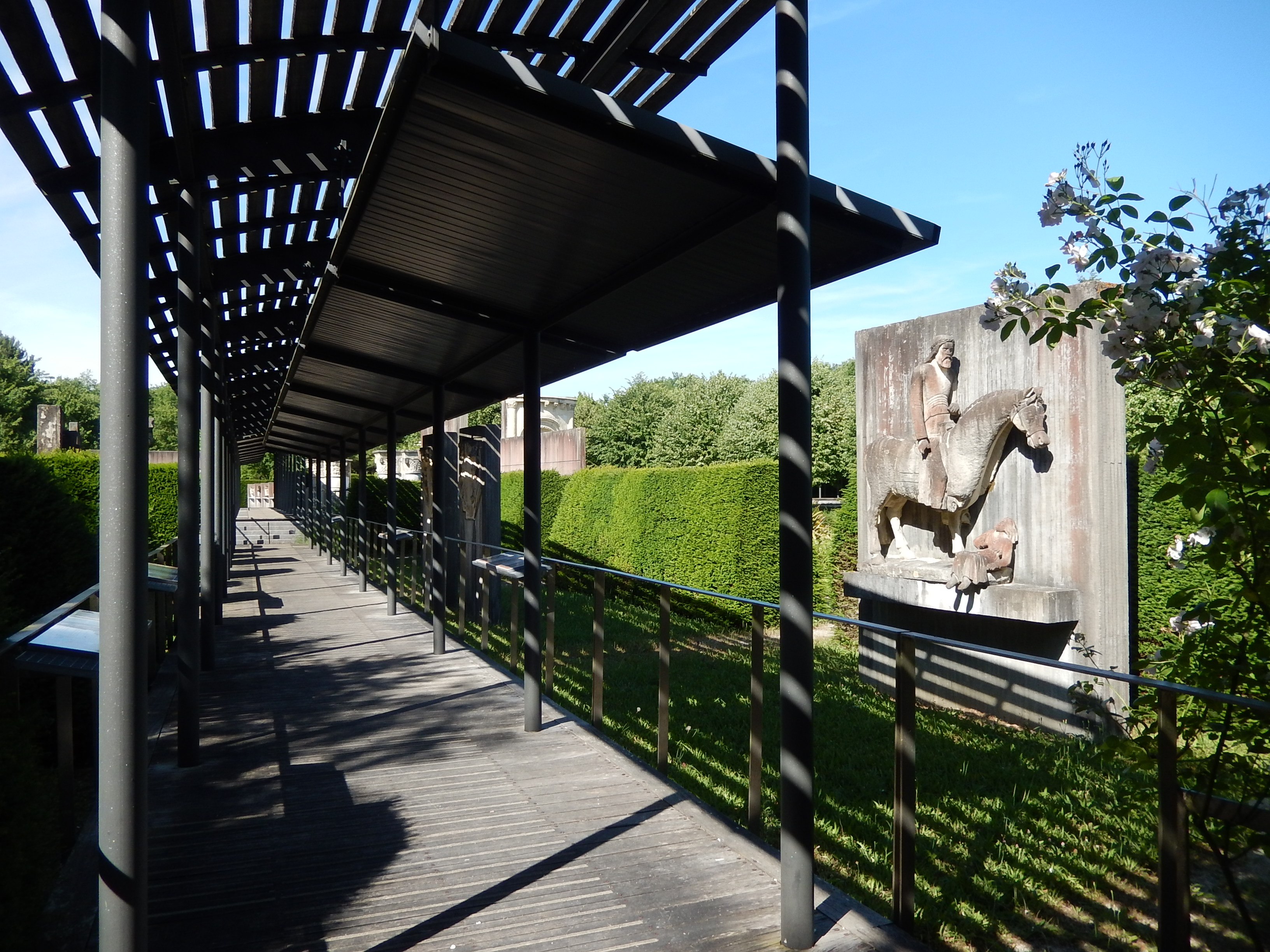
Allee im Skulpturenpark